# آلفرد پلارد
آلفرد پلارد (انگلیسی: Alfred W. Pollard; ۱۴ اوت ۱۸۵۹ – ۸ مارس ۱۹۴۴) یک کتابدار، نویسنده، و استاد دانشگاه اهل بریتانیا بود.